# Desmocyon
Desmocyon — вимерлий рід підродини псових Borophaginae, що родом із Північної Америки. Він жив з пізнього олігоцену до раннього міоцену, 24.8–16.3 млн років тому. Скам'янілості трапляються в західній Небрасці, Вайомінгу, Нью-Мексико та північній Флориді. Вважається примітивним, перехідним членом племені Борофагіні.